# Canone taoista
Il Daozang (道藏 pinyin:Dào Zàng, Wade-Giles: Tao Tsang) Tesoro del Tao o Canone taoista è un testo sacro

## Storia e descrizione
Consiste in almeno cinquemila testi, raccolti intorno al 400 d.C. (è più recente, quindi, del Tao Te Ching e dello Zhuāngzǐ). Furono raccolti da un monaco taoista del periodo, con lo scopo di unire tutto il patrimonio filosofico e religioso del taoismo, inclusi commentari ed esposizioni di vari maestri sugli insegnamenti originali del Daodejing e dello Zhuāngzǐ. 
Il testo è diviso in tre sezioni, che rispecchiano le divisioni del Tripitaka buddhista. Queste tre divisioni sono rispettivamente dedicate alle tecniche meditative, ai rituali e agli esorcismi.
Le tre sezioni corrispondono ai tre livelli di iniziazione di un daoshi, un prete taoista, vanno infatti dall'iniziazione di basso livello, l'esorcismo, a quella di alto livello, la meditazione.
Oltre alle tre sezioni il Daozang comprende quattro appendici aggiunte all'incirca nel 500 d.C. Queste appendici sono soprattutto citazioni di testi del Daodejing, a parte una, che è un testo legato alla tradizione del taoismo tianshi, la Via dei maestri celesti. La versione più recente del Canone è stata pubblicata di recente dal tempio della Nuvola Bianca di Pechino.

## Versioni del Canone
1. Il primo Daozang
  - Il primo Daozang fu compilato nel 400 d.C. Comprendeva circa 1.200 testi.
2. Il secondo Daozang
  - Nel 748 d.C. l'imperatore della dinastia tang, Tang Xuan-Zong (che si diceva discendesse da Lao Tse), incaricò gruppi di monaci di raccogliere nuovi testi da aggiungere al Canone.
3. Il terzo Daozang
  - Attorno al 1016 d.C. sotto i Song, il Canone fu rivisto, aggiungendo testi ma togliendone alcuni del periodo Tang. Questa terza versione consisteva in circa 4500 testi.
4. Il quarto daozang
  - Realizzato nel 1444 d.C. sotto i Ming, fu l'edizione definitiva, raccoglie circa 5300 testi.

## Parti costitutive

### Tre sezioni principali
1. Dongzhen, Testi della suprema purezza
  - Concerne la meditazione e l'alto livello di iniziazione sacerdotale.
2. Dongxuan, Testi del tesoro sacro
  - Offre maggiore enfasi alle pratiche ritualistiche e al livello medio di iniziazione.
3. Dongshen, Testi dei tre sovrani
  - Tratta di pratiche esorcistiche e del livello minore di iniziazione.

#### Capitoli
Ognuna delle tre sezioni principali è suddivisa nei seguenti dodici capitoli:
1. Testi principali (Benwen)
2. Talismani (Shenfu)
3. Commentari (Yujue)
4. Diagrammi e illustrazioni (Lingtu)
5. Storie e genealogie (Pulu)
6. Precetti (Jielu)
7. Cerimonie (Weiyi)
8. Rituali (Fangfa)
9. Pratiche (Zhongshu)
10. Biografies (Jizhuan)
11. Inni (Zansong)
12. Memoriali (Biaozou)

### Quattro appendici
1. Taixuan (Grande Mistero), basato sul Dao De Jing
2. Taiping (Grande Pace), basato sul Taiping Jing
3. Taiqing (Grande Purezza), basato sul Taiqing Jing e altri testi alchemici
4. Zhengyi (Ortodossia), basato sulla tradizione dei Maestri Celesti